# Arquidiocese de Corfu, Zante e Cefalônia
A Arquidiocese de Corfu, Zante e Cefalônia (em latim: Archidioecesis Corcyrensis, Zacynthiensis et Cephaloniensis) é uma circunscrição eclesiástica da Igreja Católica que abrange as ilhas jônicas de Corfu, Paxos, Antipaxos, Lêucade, Ítaca, Zante, Cefalônia e o Épiro, na Grécia. Sua sé episcopal é a Catedral de São Tiago e São Cristóvão, em Corfu.
Possui três paróquias servidas por três padres, contando com 119.850 habitantes, com 2,9% da população batizada.

## História
A Arquidiocese de Corfu foi fundada durante o domínio veneziano em 1274 e erigida em 1310.
A Diocese Latina de Cefalônia foi fundada em 1207 sob o Papa Inocêncio III, enquanto em 1212 uma nova Diocese Latina foi fundada em Zante. Em 11 de março de 1222, durante o reinado do Papa Honório III, estes dois Bispados foram unidos sob o Bispo de Cefalônia.
Tanto administrativa quanto espiritualmente, a Diocese de Cefalônia dependia de Patras fundada em 1205, enquanto a de Zante da Metrópole Latina de Corinto, fundada em 1210, até o século XVII, quando passaram a ser sufragâneas da Arquidiocese Latina de Corfu. Em 3 de julho de 1919, o Papa Pio XI, pelo breve Cum ex Apostolico, anexou as Dioceses de Cefalônia e Zante à Arquidiocese de Corfu, abrangendo então todas as ilhas que constituíam essas sés.
Pelo breve Quae rei sacrae, recebeu o território do Épiro, desmembrado da Arquidiocese de Durrës, em 10 de março de 1926.
Desde 1992, o Arcebispo de Corfu, Zante e Cefalônia também é o administrador do Vicariato Apostólico de Tessalônica.
É governada pelo Arcebispo Georgios Altouvas, desde 14 de setembro de 2020. Ioannis Spiteris, OFM Cap, é seu arcebispo emérito (2003 - 2020).

## Bispos e Arcebispos
Arcebispos de Corfu, Zakynthos e Cefalônia
- Arcebispo Georgios Altouvas (desde 14 de setembro de 2020)
- Arcebispo Ioannis Spiteris, OFMCap (22 de março de 2003 – 14 de setembro de 2020)
- Arcebispo Antonios Varthalitis, AA (1962.05.30 – 2003.03.22)
- Arcebispo Antonio Gregorio Vuccino, AA (29.05.1947 – 06.07.1952)
- Pe. Giovanni Dalla Vecchia (Administrador Apostólico 1941–1944)
- Arcebispo Leonard Brindisi (1919.07.03 – 1940.09.08)

Bispos de Corfu
- Arcebispo Domenico Darmanin (1912.03.04 – 1919.02.17)
- Arcebispo Teodoro Antonio Polito (? – 1911.09.23)
- Arcebispo Antonio Delenda (1898.03.24 – 1900.08.20)
- Bispo Evangelista Boni, OFMCap (1885.01.11 – ?)
- Bispo Francis Joseph Nicholson, OCD (1852.05 – 1855.04.30)
- Patriarca Daulus Augustus Foscolo (1816.03.08 – 15/03/1830)
- Patriarca Francesco Maria Fenzi (1779.09.20 – 1816.09.23)
- Cardeal Angelo Maria Quirini, OSBCas (1723.11.22 – 1727.07.30)
- Cardeal Marcantonio Barbarigo (1678.06.06 – 1687.07.07)